# Pseudotorellia
Pseudotorellia is een geslacht van weekdieren uit de klasse van de Gastropoda (slakken).

## Soort
- Pseudotorellia fragilis Warén, 1989